# Elezione del Presidente della Repubblica Italiana del 1962

Risultati IX Scrutinio: Antonio Segni (443); Giuseppe Saragat (334); Schede nulle (1); Voti dispersi (13); Schede bianche (51); Assenti=12.

L'elezione del Presidente della Repubblica Italiana del 1962 si svolse tra il 2 e il 6 maggio.
Il presidente uscente è Giovanni Gronchi; risulta eletto, al IX scrutinio, Antonio Segni.

## Informazioni generali

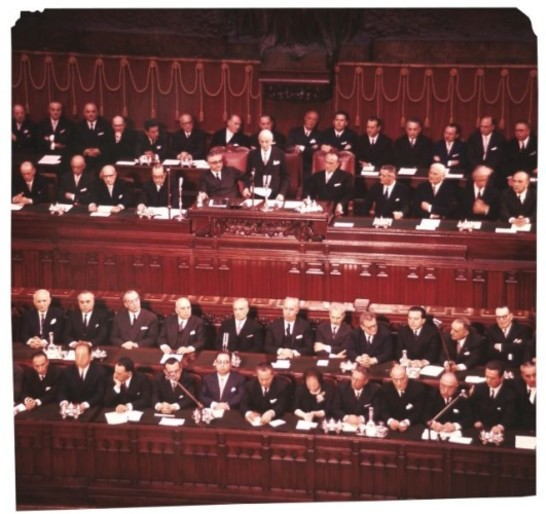
Giuramento del presidente Segni.

La Democrazia Cristiana, partito di maggioranza relativa, candida Antonio Segni, su proposta del segretario politico Aldo Moro, che ritiene necessaria la presenza di un conservatore alla presidenza della Repubblica per rassicurare le correnti della destra DC e guadagnare anch'esse alla sua politica di apertura al Partito Socialista. Al I scrutinio, il PSDI candida Giuseppe Saragat come portabandiera della politica di centro-sinistra, mentre i socialisti votano Sandro Pertini e i comunisti Umberto Terracini. Contemporaneamente, il presidente dell'Eni Enrico Mattei si muove dietro le quinte per la rielezione del presidente uscente.
Al II scrutinio, i socialisti fanno confluire i loro voti su Saragat e, al III, anche i comunisti. Ciò rende problematico un accordo tra i partiti di centro-sinistra sul nome del leader socialdemocratico. Al III scrutinio, Segni comincia a essere sotterraneamente votato dal MSI e dai monarchici.
La DC, nei primi otto scrutini, non vota mai compatta per il suo candidato ufficiale, in quanto Gronchi ottiene sempre tra i 20 e i 45 voti, mentre altri consensi sono dispersi tra Attilio Piccioni (addirittura 51 voti al III scrutinio), Cesare Merzagora (tra i 12 e i 18) ed altri.
Antonio Segni è comunque eletto presidente della Repubblica Italiana il 6 maggio 1962 al IX scrutinio, con 443 voti su 842, comprensivi dei consensi delle destre e ben 51 schede bianche di attribuzione aleatoria. È la prima volta che un candidato ufficiale della DC alla presidenza della Repubblica esce vittorioso dal responso delle urne. È l'unico caso in cui il più votato al primo scrutinio non viene immediatamente eletto, a causa del mancato raggiungimento del quorum, ma è poi eletto in uno scrutinio successivo.

## L'elezione

### Preferenze per Antonio Segni
| Scrutinio | Voti | Percentuale |
| --------- | ---- | ----------- |
| I         | 333  | 39%         |
| II        | 340  | 40%         |
| III       | 341  | 39,9%       |
| IV        | 354  | 41,5%       |
| V         | 396  | 46,4%       |
| VI        | 399  | 46,7%       |
| VII       | 389  | 45,6%       |
| VIII      | 424  | 49,7%       |
| IX        | 443  | 51,9%       |

### I scrutinio
Per la nomina è richiesta una maggioranza di due terzi degli 854 membri dell'Assemblea.
| Dati votazione | Dati votazione   |    | Nome                 | Nome | Voti |
| -------------- | ---------------- | -- | -------------------- | ---- | ---- |
| Presenti       | 834              |    | Antonio Segni        | 333  |      |
| Votanti        | 834              |    | Umberto Terracini    | 200  |      |
| Astenuti       | 0                |    | Sandro Pertini       | 120  |      |
| Maggioranza    | 570              |    | Augusto De Marsanich | 46   |      |
|                |                  |    | Giuseppe Saragat     | 42   |      |
|                | Giovanni Gronchi | 20 |                      |      |      |
|                | Attilio Piccioni | 12 |                      |      |      |
|                | Paolo Rossi      | 10 |                      |      |      |
|                | Voti dispersi    | 8  |                      |      |      |
|                | Schede bianche   | 43 |                      |      |      |
|                | Schede nulle     | 0  |                      |      |      |

Poiché nessun candidato raggiunge il quorum richiesto, si procede al II scrutinio.

### II scrutinio
Per la nomina è richiesta una maggioranza di due terzi degli 854 membri dell'Assemblea.
| Dati votazione | Dati votazione   |    | Nome              | Nome | Voti |
| -------------- | ---------------- | -- | ----------------- | ---- | ---- |
| Presenti       | 831              |    | Antonio Segni     | 340  |      |
| Votanti        | 831              |    | Umberto Terracini | 196  |      |
| Astenuti       | 0                |    | Giuseppe Saragat  | 92   |      |
| Maggioranza    | 570              |    | Attilio Piccioni  | 41   |      |
|                |                  |    | Achille Lauro     | 38   |      |
|                | Giovanni Gronchi | 32 |                   |      |      |
|                | Cesare Merzagora | 12 |                   |      |      |
|                | Voti dispersi    | 15 |                   |      |      |
|                | Schede bianche   | 65 |                   |      |      |
|                | Schede nulle     | 0  |                   |      |      |

Poiché nessun candidato raggiunge il quorum richiesto, si procede al III scrutinio.

### III scrutinio
Per la nomina è richiesta una maggioranza di due terzi degli 854 membri dell'Assemblea.
| Dati votazione | Dati votazione   |    | Nome             | Nome | Voti |
| -------------- | ---------------- | -- | ---------------- | ---- | ---- |
| Presenti       | 842              |    | Antonio Segni    | 341  |      |
| Votanti        | 842              |    | Giuseppe Saragat | 299  |      |
| Astenuti       | 0                |    | Attilio Piccioni | 51   |      |
| Maggioranza    | 570              |    | Giovanni Gronchi | 44   |      |
|                |                  |    | Calogero Volpe   | 37   |      |
|                | Cesare Merzagora | 13 |                  |      |      |
|                | Voti dispersi    | 11 |                  |      |      |
|                | Schede bianche   | 46 |                  |      |      |
|                | Schede nulle     | 0  |                  |      |      |

Poiché nessun candidato raggiunge il quorum richiesto, si procede al IV scrutinio.

### IV scrutinio
Per la nomina è richiesta la maggioranza assoluta degli 854 membri dell'Assemblea.
| Dati votazione | Dati votazione   |    | Nome              | Nome | Voti |
| -------------- | ---------------- | -- | ----------------- | ---- | ---- |
| Presenti       | 843              |    | Antonio Segni     | 354  |      |
| Votanti        | 843              |    | Giuseppe Saragat  | 321  |      |
| Astenuti       | 0                |    | Giovanni Gronchi  | 45   |      |
| Maggioranza    | 428              |    | Attilio Piccioni  | 40   |      |
|                |                  |    | Orazio Condorelli | 38   |      |
|                | Cesare Merzagora | 11 |                   |      |      |
|                | Voti dispersi    | 8  |                   |      |      |
|                | Schede bianche   | 26 |                   |      |      |
|                | Schede nulle     | 0  |                   |      |      |

Poiché nessun candidato raggiunge il quorum richiesto, si procede al V scrutinio.

### V scrutinio
Per la nomina è richiesta la maggioranza assoluta degli 854 membri dell'Assemblea.
| Dati votazione | Dati votazione |    | Nome             | Nome | Voti |
| -------------- | -------------- | -- | ---------------- | ---- | ---- |
| Presenti       | 841            |    | Antonio Segni    | 396  |      |
| Votanti        | 841            |    | Giuseppe Saragat | 321  |      |
| Astenuti       | 0              |    | Giovanni Gronchi | 43   |      |
| Maggioranza    | 428            |    | Attilio Piccioni | 28   |      |
|                |                |    | Cesare Merzagora | 14   |      |
|                | Voti dispersi  | 3  |                  |      |      |
|                | Schede bianche | 35 |                  |      |      |
|                | Schede nulle   | 1  |                  |      |      |

Poiché nessun candidato raggiunge il quorum richiesto, si procede al VI scrutinio.

### VI scrutinio
Per la nomina è richiesta la maggioranza assoluta degli 854 membri dell'Assemblea.
| Dati votazione | Dati votazione |    | Nome             | Nome | Voti |
| -------------- | -------------- | -- | ---------------- | ---- | ---- |
| Presenti       | 842            |    | Antonio Segni    | 399  |      |
| Votanti        | 841            |    | Giuseppe Saragat | 314  |      |
| Astenuti       | 1              |    | Giovanni Gronchi | 43   |      |
| Maggioranza    | 428            |    | Cesare Merzagora | 18   |      |
|                |                |    | Attilio Piccioni | 17   |      |
|                | Voti dispersi  | 4  |                  |      |      |
|                | Schede bianche | 46 |                  |      |      |
|                | Schede nulle   | 0  |                  |      |      |

Poiché nessun candidato raggiunge il quorum richiesto, si procede al VII scrutinio.

### VII scrutinio
Per la nomina è richiesta la maggioranza assoluta degli 854 membri dell'Assemblea.
| Dati votazione | Dati votazione |    | Nome             | Nome | Voti |
| -------------- | -------------- | -- | ---------------- | ---- | ---- |
| Presenti       | 840            |    | Antonio Segni    | 389  |      |
| Votanti        | 840            |    | Giuseppe Saragat | 332  |      |
| Astenuti       | 0              |    | Giovanni Gronchi | 29   |      |
| Maggioranza    | 428            |    | Cesare Merzagora | 12   |      |
|                |                |    | Voti dispersi    | 15   |      |
|                | Schede bianche | 58 |                  |      |      |
|                | Schede nulle   | 5  |                  |      |      |

Poiché nessun candidato raggiunge il quorum richiesto, si procede all'VIII scrutinio.

### VIII scrutinio
Per la nomina è richiesta la maggioranza assoluta degli 854 membri dell'Assemblea.
| Dati votazione | Dati votazione |   | Nome             | Nome | Voti |
| -------------- | -------------- | - | ---------------- | ---- | ---- |
| Presenti       | 843            |   | Antonio Segni    | 424  |      |
| Votanti        | 843            |   | Giuseppe Saragat | 337  |      |
| Astenuti       | 0              |   | Giovanni Gronchi | 20   |      |
| Maggioranza    | 428            |   | Voti dispersi    | 17   |      |
|                |                |   | Schede bianche   | 45   |      |
|                | Schede nulle   | 0 |                  |      |      |

Poiché nessun candidato raggiunge il quorum richiesto, si procede al IX scrutinio.

### IX scrutinio
Per la nomina è richiesta la maggioranza assoluta degli 854 membri dell'Assemblea.
| Dati votazione | Dati votazione |  | Nome             | Nome | Voti |
| -------------- | -------------- |  | ---------------- | ---- | ---- |
| Presenti       | 842            |  | Antonio Segni    | 443  |      |
| Votanti        | 842            |  | Giuseppe Saragat | 334  |      |
| Astenuti       | 0              |  | Voti dispersi    | 13   |      |
| Maggioranza    | 428            |  | Schede bianche   | 51   |      |
|                |                |  | Schede nulle     | 1    |      |

Risulta eletto: Antonio Segni